# Vild med dans (sæson 20)
Den 20. sæson af Vild med dans blev sendt på TV 2 hver fredag kl. 20 fra den 22. september og frem til finaleprogrammet den 24. november 2023. Sarah Grünewald og Martin Johannes Larsen vendte tilbage som værter på programmet for anden gang.
I anledningen af programmets 20 års jubilæum annoncerede TV 2 at der ville blive lavet en ny dommerkonstellation i den kommende sæson. Dommerpanelet ville bestå af fire faste dommere; Sonny Fredie-Pedersen, Anne Laxholm, Nikolaj Hübbe og Marianne Eihilt, mens der i hvert program også ville være en femte gæstedommer til at akkompagnere dommerpanelet. Gæstedommere i løbet af programmet var bl.a. Mia Lyhne (vinder af sæson 1), Jimilian (vinder af sæson 18), Andrea Elisabeth Rudolph (tidligere Vild med dans-vært), Claudia Rex (tidligere professionel danser), Claus Elming (tidligere Vild med dans-vært), Viktoria Franova (tidligere professionel danser), Michael Olesen (tidligere professionel danser) og Merete Mærkedahl (vinder af sæson 17). Der ville derudover også være et særafsnit af programmet, som skulle indeholde tilbageblik på programmets 20 år med tidligere deltagere og forskellige indslag.
Tidligere professionel fodboldspiller, Kasper Fisker og dansepartner, Karina Frimodt blev udnævnt vindere af programmet den 24. november 2023 ved finaleshowet i Forum Horsens.
Tv-kendis Lars Elbæk var i første omgang udset rollen som dansepartner til Karina Frimodt, men han var nødt til at springe fra i sidste øjeblik, og han blev erstattet af Kasper Fisker.

## Par
| #  | Kendt                  | Profession                | Danser                 | Status      |
| -- | ---------------------- | ------------------------- | ---------------------- | ----------- |
| 10 | Dulfi Al-Jabouri       | Skuespiller               | Malene Østergaard      | Ude         |
| 9  | Barbara Moleko         | Sanger                    | Damian Czarnecki       | Ude         |
| 8  | Andreas Bo             | Skuespiller og musiker    | Camilla Dalsgaard      | Ude         |
| 7  | Katinka Lærke Petersen | Skuespiller               | Mads Vad               | Ude         |
| 6  | Soeren Le Schmidt      | Designer                  | Mie Moltke             | Ude         |
| 5  | Sebastian Bull Sarning | Skuespiller               | Asta Björk Ivarsdottir | Ude         |
| 4  | Özlem Cekic            | Debattør og politiker     | Thomas Evers Poulsen   | Ude         |
| 3  | Mette Sommer           | Socialpædagog             | Morten Kjeldgaard      | Tredjeplads |
| 2  | Fredrik Trudslev       | Skuespiller og influencer | Jenna Bagge            | Andenplads  |
| 1  | Kasper Fisker          | Tidligere fodboldspiller  | Karina Frimodt         | Vindere     |

## Resultater
| Par               | Plads | 1  | 2  | 1+2 | 3  | 4  | 5  | 6  | 7       | 6+7 | 8       | 9        | 10       |
| ----------------- | ----- | -- | -- | --- | -- | -- | -- | -- | ------- | --- | ------- | -------- | -------- |
| Kasper & Karina   | 1     | 17 | 17 | 34  | 27 | 30 | 26 | 36 | 31+0=31 | 67  | 34+2=36 | 45+50=95 | 49+50=99 |
| Fredrik & Jenna   | 2     | 18 | 27 | 45  | 34 | 20 | 33 | 30 | 40+2=42 | 72  | 44+3=47 | 47+44=91 | 46+50=96 |
| Mette & Morten    | 3     | 25 | 25 | 50  | 31 | 35 | 36 | 41 | 36+0=36 | 77  | 45+5=50 | 50+47=97 | 44+47=91 |
| Özlem & Thomas    | 4     | 21 | 19 | 40  | 26 | 35 | 25 | 31 | 34+2=36 | 67  | 38+4=42 | 43+47=90 |          |
| Sebastian & Asta  | 5     | 13 | 18 | 31  | 18 | 28 | 34 | 37 | 36+0=36 | 73  | 31+1=32 |          |          |
| Soeren & Mie      | 6     | 21 | 23 | 44  | 28 | 30 | 31 | 33 | 32+2=34 | 67  |         |          |          |
| Katinka & Mads    | 7     | 15 | 23 | 38  | 31 | 30 | 34 |    |         |     |         |          |          |
| Andreas & Camilla | 8     | 18 | 13 | 31  | 24 | 25 |    |    |         |     |         |          |          |
| Barbara & Damian  | 9     | 15 | 17 | 32  | 21 |    |    |    |         |     |         |          |          |
| Dulfi & Malene    | 10    | 13 | 14 | 27  |    |    |    |    |         |     |         |          |          |

Nøgle
     indikerer parret, der fik førstepladsen
     indikerer parret, der fik andenpladsen
     indikerer parret, der fik tredjepladsen
     indikerer parret, der var i omdans, men gik videre
     indikerer parret, der udgik
     indikerer det første par, der blev stemt ud
     indikerer parret, der er fredet i denne episode.
Grønne tal indikerer de højeste point for hver uge
Røde tal indikerer de laveste point for hver uge

### Gennemsnit
| Plads ift. gennemsnit | Plads | Par               | Total | Antal danse | Gennemsnit |
| --------------------- | ----- | ----------------- | ----- | ----------- | ---------- |
| 1                     | 3     | Mette & Morten    | 462   | 12          | 38.5       |
| 2                     | 2     | Fredrik & Jenna   | 433   | 12          | 36.1       |
| 3                     | 1     | Kasper & Karina   | 412   | 12          | 34.3       |
| 4                     | 4     | Özlem & Thomas    | 319   | 10          | 31.9       |
| 5                     | 6     | Soeren & Mie      | 198   | 7           | 28.3       |
| 6                     | 5     | Sebastian & Asta  | 215   | 8           | 26.9       |
| 7                     | 7     | Katinka & Mads    | 133   | 5           | 26.6       |
| 8                     | 8     | Andreas & Camilla | 80    | 4           | 20.0       |
| 9                     | 9     | Barbara & Damian  | 53    | 3           | 17.7       |
| 10                    | 10    | Dulfi & Malene    | 27    | 2           | 13.5       |

## Danse og sange

### Uge 1: Premiere
| Nummer | Par               | Dans        | Musik                                         | Hübbe | Laxholm | Fredie-Pedersen | Eihilt | Lyhne | Point |
| ------ | ----------------- | ----------- | --------------------------------------------- | ----- | ------- | --------------- | ------ | ----- | ----- |
| 1      | Sebastian & Asta  | Cha-cha-cha | "Kiss the Sky" - Jason Derulo                 | 2     | 2       | 3               | 2      | 4     | 13    |
| 2      | Soeren & Mie      | Tango       | "Stor mand" - Tobias Rahim og Andreas Odbjerg | 4     | 4       | 5               | 4      | 4     | 21    |
| 3      | Barbara & Damian  | Cha-cha-cha | "Let’s Get Loud" - Camila Cabello             | 2     | 3       | 3               | 4      | 3     | 15    |
| 4      | Katinka & Mads    | Vals        | "Around the World" - Calum Scott              | 2     | 2       | 4               | 3      | 4     | 15    |
| 5      | Dulfi & Malene    | Pasodoble   | "Everybody Wants to Rule the World" - Lorde   | 2     | 2       | 3               | 3      | 3     | 13    |
| 6      | Fredrik & Jenna   | Vals        | "Fly Me to the Moon" - Anita O’Day            | 3     | 3       | 4               | 4      | 4     | 18    |
| 7      | Andreas & Camilla | Cha-cha-cha | "Come Dance with Me" - Michael Bublé          | 4     | 4       | 4               | 3      | 3     | 18    |
| 8      | Özlem & Thomas    | Vals        | "Fountain" - Sara Lov                         | 4     | 4       | 5               | 4      | 4     | 21    |
| 9      | Mette & Morten    | Pasodoble   | "Free Your Mind" - En Vogue                   | 5     | 4       | 5               | 4      | 7     | 25    |
| 10     | Kasper & Karina   | Tango       | "Tango in the Night" - Fleetwood Mac          | 3     | 3       | 4               | 3      | 4     | 17    |

- Ingen par blev stemt ud, og pointene fra dette program blev overført til programmet den følgende uge.

### Uge 2
| Nummer | Par               | Dans        | Musik                                                           | Laxholm | Fredie-Pedersen | Eihilt | Jimilian | Point | Resultat |
| ------ | ----------------- | ----------- | --------------------------------------------------------------- | ------- | --------------- | ------ | -------- | ----- | -------- |
| 1      | Kasper & Karina   | Cha-cha-cha | "Only Girl" - Rihanna                                           | 3       | 4               | 3      | 7        | 17    | Videre   |
| 2      | Andreas & Camilla | Vals        | "Forelsket" - Dario Campeotto                                   | 2       | 3               | 2      | 6        | 13    | Videre   |
| 3      | Katinka & Mads    | Pasodoble   | "Survivor" - 2WEI og Edda Hayes                                 | 5       | 5               | 5      | 8        | 23    | Videre   |
| 4      | Sebastian & Asta  | Quickstep   | "Bring Me Sunshine" - The Jive Aces                             | 3       | 4               | 3      | 8        | 18    | Omdans   |
| 5      | Özlem & Thomas    | Pasodoble   | "Crazy on You" - Hidden Citizens                                | 4       | 4               | 4      | 7        | 19    | Videre   |
| 6      | Mette & Morten    | Quickstep   | "Jeg kan rigtig godt li’ dig" - Ida Laurberg og Andreas Odbjerg | 5       | 6               | 5      | 9        | 25    | Videre   |
| 7      | Barbara & Damian  | Tango       | "Jolene" - Miley Cyrus                                          | 3       | 4               | 3      | 7        | 17    | Videre   |
| 8      | Soeren & Mie      | Cha-cha-cha | "Push It" - Salt-N-Pepa                                         | 5       | 4               | 5      | 9        | 23    | Videre   |
| 9      | Dulfi & Malene    | Quickstep   | "Paper Rings" - Taylor Swift                                    | 3       | 3               | 2      | 6        | 14    | Ude      |
| 10     | Fredrik & Jenna   | Pasodoble   | "Sweet Dreams" - Eurythmics                                     | 6       | 6               | 6      | 9        | 27    | Videre   |

### Uge 3: Guilty pleasure
| Nummer | Par               | Dans        | Musik                                         | Hübbe | Laxholm | Fredie-Pedersen | Eihilt | Rudolph | Point | Resultat |
| ------ | ----------------- | ----------- | --------------------------------------------- | ----- | ------- | --------------- | ------ | ------- | ----- | -------- |
| 1      | Özlem & Thomas    | Samba       | "Ildebrand i Byen" - Natasja                  | 5     | 5       | 5               | 5      | 6       | 26    | Videre   |
| 2      | Mette & Morten    | Tango       | "Vågner i Natten" - Dodo & The Dodos          | 6     | 7       | 6               | 6      | 6       | 31    | Videre   |
| 3      | Kasper & Karina   | Jive        | "Fut i fejemøget" - John Mogensen             | 5     | 5       | 6               | 5      | 6       | 27    | Videre   |
| 4      | Barbara & Damian  | Rumba       | "Kalder mig hjem" - Burhan G                  | 3     | 3       | 4               | 5      | 6       | 21    | Ude      |
| 5      | Soeren & Mie      | Quickstep   | "MMNBop" - Hanson                             | 5     | 6       | 6               | 6      | 6       | 28    | Videre   |
| 6      | Sebastian & Asta  | Rumba       | "When You Say Nothing at all" - Ronan Keating | 3     | 3       | 4               | 3      | 5       | 18    | Videre   |
| 7      | Fredrik & Jenna   | Samba       | "Bumpy Ride" - Mohombi                        | 6     | 6       | 7               | 7      | 8       | 34    | Videre   |
| 8      | Andreas & Camilla | Tango       | "On This Night of a Thousand Stars" - Evita   | 5     | 4       | 5               | 5      | 5       | 24    | Omdans   |
| 9      | Katinka & Mads    | Cha-cha-cha | "Lækker" - Nik og Jay                         | 6     | 6       | 6               | 6      | 7       | 31    | Videre   |

### Uge 4: Gyser
| Nummer | Par               | Dans      | Musik                                                       | Hübbe | Laxholm | Fredie-Pedersen | Eihilt | Rex | Point | Resultat |
| ------ | ----------------- | --------- | ----------------------------------------------------------- | ----- | ------- | --------------- | ------ | --- | ----- | -------- |
| 1      | Fredrik & Jenna   | Slowfox   | "Hide and Seek" - Lizz Robinetts                            | 4     | 4       | 4               | 4      | 4   | 20    | Videre   |
| 2      | Kasper & Karina   | Showdance | "In The Air Tonight" - Natalie Taylor                       | 6     | 6       | 6               | 6      | 6   | 30    | Videre   |
| 3      | Katinka & Mads    | Quickstep | "Ramalama (Bang Bang)" - Róisín Murphy                      | 5     | 6       | 8               | 5      | 6   | 30    | Omdans   |
| 4      | Soeren & Mie      | Pasodoble | "She’s Got That Look" - Prince                              | 7     | 6       | 6               | 5      | 6   | 30    | Videre   |
| 5      | Andreas & Camilla | Showdance | "Inside" - Chris Avantgarde & Red Rosamund                  | 5     | 5       | 5               | 5      | 5   | 25    | Ude      |
| 6      | Mette & Morten    | Samba     | "Alejandro" - Lady Gaga                                     | 7     | 7       | 7               | 7      | 7   | 35    | Videre   |
| 7      | Özlem & Thomas    | Tango     | "One, Two, Freddy’s coming for you" - Horror Trailer Music. | 7     | 7       | 7               | 6      | 8   | 35    | Videre   |
| 8      | Sebastian & Asta  | Pasodoble | "Mephisto's Lullaby" - Xtortion Audio                       | 5     | 5       | 7               | 6      | 5   | 28    | Videre   |

### Uge 5
| Nummer | Par              | Dans        | Musik                                                   | Hübbe | Laxholm | Fredie-Pedersen | Eihilt | Elming | Point | Resultat |
| ------ | ---------------- | ----------- | ------------------------------------------------------- | ----- | ------- | --------------- | ------ | ------ | ----- | -------- |
| 1      | Katinka & Mads   | Samba       | "La Bamba" - Catarina Valente & Edmundo Ros             | 7     | 7       | 7               | 7      | 6      | 34    | Ude      |
| 2      | Özlem & Thomas   | Jive        | "Big dog Daddy" - Toby Keith                            | 5     | 5       | 6               | 5      | 4      | 25    | Videre   |
| 3      | Mette & Morten   | Showdance   | "Alive" - Sia                                           | 7     | 7       | 7               | 9      | 6      | 36    | Videre   |
| 4      | Fredrik & Jenna  | Cha-cha-cha | "Cuff It" - Beyonce                                     | 6     | 6       | 7               | 8      | 6      | 33    | Omdans   |
| 5      | Kasper & Karina  | Vals        | "Unchained Melody" - Todd Duncan                        | 5     | 5       | 6               | 5      | 5      | 26    | Videre   |
| 6      | Sebastian & Asta | Street      | "Vroom" - The Fanatix                                   | 6     | 6       | 8               | 8      | 6      | 34    | Videre   |
| 7      | Soeren & Mie     | Vals        | "Earned It" - The Weeknd (Kurt Hugo Schneiders version) | 6     | 6       | 7               | 6      | 6      | 31    | Videre   |

### Uge 6: Jubilæumsprogram
| Nummer | Par                                   | Dans      | Musik                                             | Hübbe | Laxholm | Fredie-Pedersen | Eihilt | Werner | Point | Resultat |
| ------ | ------------------------------------- | --------- | ------------------------------------------------- | ----- | ------- | --------------- | ------ | ------ | ----- | -------- |
| 1      | Soeren, Mie og Sarah Mahfoud          | Jive      | "Stay" af The Kid Laroi & Justin Bieber           | 6     | 7       | 7               | 6      | 7      | 33    | Videre   |
| 2      | Sebastian, Asta og Simon Stenspil     | Tango     | "Welcome To Burlesque" af Cher                    | 7     | 7       | 7               | 8      | 8      | 37    | Videre   |
| 3      | Fredrik, Jenna og Albert Rosin Harson | Salsa     | "Don't Go Yet" af Camila Cabello                  | 6     | 6       | 6               | 6      | 6      | 30    | Videre   |
| 4      | Özlem, Thomas og Anne-Mette Rasmussen | Quickstep | "Rhythm" af Casey MacGill & The Spirits Of Rhythm | 6     | 6       | 6               | 6      | 7      | 31    | Videre   |
| 5      | Kasper, Karina og Jakob Fauerby       | Slowfox   | "Big Spender" af Shirley Bassey                   | 8     | 8       | 7               | 7      | 6      | 36    | Fredet   |
| 6      | Mette, Morten og Micki Cheng          | Jive      | "Can’t Tame Her" af Zara Larsson                  | 8     | 8       | 8               | 8      | 9      | 41    | Videre   |

- Ingen par blev stemt ud.
- Pointene fra dette program blev overført til den følgende uges program.
- Parret, der vandt fredningen, ville modtage karakterer af dommerne i det følgende program, men ville ikke indgå i afgørelsen og kune derfor ikke stemmes på af seerne.

### Uge 7
| Nummer | Par              | Dans            | Musik                                           | Hübbe | Laxholm | Fredie-Pedersen | Eihilt | Franova | Point | Resultat |
| ------ | ---------------- | --------------- | ----------------------------------------------- | ----- | ------- | --------------- | ------ | ------- | ----- | -------- |
| 1      | Mette & Morten   | Cha-cha-cha     | "About damn time" - Lizzo                       | 7     | 8       | 7               | 7      | 7       | 36    | Omdans   |
| 2      | Kasper & Karina  | Pasodoble       | "Backstage Romance" - Moulin Rouge! The Musical | 6     | 6       | 7               | 6      | 6       | 31    | Fredet   |
| 3      | Sebastian & Asta | Jive            | "Keep a knocking" - Little Richard              | 7     | 8       | 7               | 7      | 7       | 36    | Videre   |
| 4      | Soeren & Mie     | Rumba           | "Lift me up" - Rihanna                          | 6     | 6       | 6               | 7      | 7       | 32    | Ude      |
| 5      | Fredrik & Jenna  | Tango           | "Bury a friend" - Billie Eilish                 | 8     | 8       | 8               | 8      | 8       | 40    | Videre   |
| 6      | Özlem & Thomas   | American Smooth | "Can’t take my eyes of you" - Frankie Valli     | 7     | 6       | 8               | 6      | 7       | 34    | Videre   |

#### Holddanse
| Nummer | Par                                                       | Dans             | Musik                              | Hübbe | Laxholm | Fredie-Pedersen | Eihilt | Franova | Point | Resultat |
| ------ | --------------------------------------------------------- | ---------------- | ---------------------------------- | ----- | ------- | --------------- | ------ | ------- | ----- | -------- |
| 1      | Hold A: Kasper & Karina, Mette & Morten, Sabastian & Asta | Argentinsk tango | "Ojos Negros" - Osvaldo Pugliese   | 6     | 6       | 7               | 8      | 7       | 34    | Taber    |
| 2      | Hold B: Özlem & Thomas, Fredrik & Jenna, Soeren & Mie     | Argentinsk tango | "Criolla Linda" - Francisco Lomuto | 7     | 7       | 8               | 7      | 8       | 37    | Vinder   |

- Vinderholdet fik lagt to point til deres score.

### Uge 8: Kvartfinale og filmmusik
| Nummer | Par              | Dans    | Musik                                    | Hübbe | Laxholm | Fredie-Pedersen | Eihilt | Olesen | Point | Resultat |
| ------ | ---------------- | ------- | ---------------------------------------- | ----- | ------- | --------------- | ------ | ------ | ----- | -------- |
| 1      | Kasper & Karina  | Rumba   | "A Beautiful Life" - Christopher         | 6     | 7       | 7               | 7      | 7      | 34    | Videre   |
| 2      | Mette & Morten   | Slowfox | "Jeg sætter min Hat som jeg vil" - Daimi | 9     | 9       | 9               | 9      | 9      | 45    | Videre   |
| 3      | Özlem & Thomas   | Rumba   | "En kort en lång" - Lisa Nilsson         | 8     | 8       | 7               | 8      | 7      | 38    | Omdans   |
| 4      | Sebastian & Asta | Slowfox | "Arabian nights" - Will Smith            | 6     | 6       | 7               | 6      | 6      | 31    | Ude      |
| 5      | Fredrik & Jenna  | Rumba   | "What was I made for?" - Billie Eilish   | 7     | 8       | 10              | 10     | 9      | 44    | Videre   |

#### Marathondans
| Par              | Dans       | Musik                                 | Point |
| ---------------- | ---------- | ------------------------------------- | ----- |
| Mette & Morten   | Wienervals | “I Put a Spell On You” - Annie Lennox | 5     |
| Özlem & Thomas   | Wienervals | “I Put a Spell On You” - Annie Lennox | 4     |
| Fredrik & Jenna  | Wienervals | “I Put a Spell On You” - Annie Lennox | 3     |
| Kasper & Karina  | Wienervals | “I Put a Spell On You” - Annie Lennox | 2     |
| Sebastian & Asta | Wienervals | “I Put a Spell On You” - Annie Lennox | 1     |

- Maraton-dans-udfordring med wienervals. Parrene skulle forlade gulvet ét efter ét, når de blev udpeget af dommerne.
- Parret, der vandt dansen fik 5 point, det næste par fik 4 point, så 3 point, dernæst 2 point og sidstepladsen fik 1 point.

### Uge 9: Semifinale
| Nummer | Par             | Dans       | Musik                                                | Hübbe | Laxholm | Fredie-Pedersen | Eihilt | Mærkedahl | Point | Resultat |
| ------ | --------------- | ---------- | ---------------------------------------------------- | ----- | ------- | --------------- | ------ | --------- | ----- | -------- |
| 1      | Özlem & Thomas  | Slowfox    | "Papirsklip" - Kim Larsen                            | 9     | 8       | 8               | 9      | 9         | 43    | Ude      |
| 1      | Özlem & Thomas  | Streetdans | "Jazz and 808" - FEARSTbeats                         | 9     | 9       | 9               | 10     | 10        | 47    | Ude      |
| 2      | Fredrik & Jenna | Streetdans | "Jazz and 808" - FEARSTbeats                         | 8     | 8       | 8               | 10     | 10        | 44    |          |
| 2      | Fredrik & Jenna | Jive       | "Move" - Jennifer Hudson, Beyoncé og Anika Noni Rose | 9     | 9       | 9               | 10     | 10        | 47    | Videre   |
| 3      | Mette & Morten  | Vals       | "Can Your Hear Me" - Mariah Carey                    | 10    | 10      | 10              | 10     | 10        | 50    | Videre   |
| 3      | Mette & Morten  | Streetdans | "Hot Music" - So:ho                                  | 9     | 9       | 10              | 9      | 10        | 47    | Videre   |
| 4      | Kasper & Karina | Streetdans | "Hot Music" - So:ho                                  | 10    | 10      | 10              | 10     | 10        | 50    |          |
| 4      | Kasper & Karina | Samba      | "Mi Gente" - J Balvin og Willy William               | 9     | 9       | 9               | 9      | 9         | 45    | Videre   |

- Nydanserne skulle parvis danse en streetdans koreograferet af danseren Toniah Pedersen, hvor nydanserne efterfølgende blev tildelt individuelle point for deres optræden.
- Til den parvise streetdans var Özlem og Fredrik sat sammen, mens Mette og Kasper udgjorde det andet par.

### Uge 10: Finale
| Nummer | Par             | Dans      | Musik                                                          | Hübbe | Laxholm | Fredie-Pedersen | Eihilt | Werner | Point | Resultat    |
| ------ | --------------- | --------- | -------------------------------------------------------------- | ----- | ------- | --------------- | ------ | ------ | ----- | ----------- |
| 1      | Mette & Morten  | Rumba     | "Vågne med dig" - Trine Therkelsen                             | 9     | 9       | 8               | 9      | 9      | 44    | Tredjeplads |
| 1      | Mette & Morten  | Freestyle | "Born This Way" - Lady Gaga                                    | 9     | 9       | 9               | 10     | 10     | 47    | Tredjeplads |
| 2      | Kasper & Karina | Quickstep | "My Heart Goes Boom" - Miss Li                                 | 10    | 10      | 10              | 10     | 9      | 49    | Vindere     |
| 2      | Kasper & Karina | Freestyle | "Running Up That Hill" - Kate Bush feat. Wonder                | 10    | 10      | 10              | 10     | 10     | 50    | Vindere     |
| 3      | Fredrik & Jenna | Quickstep | "Unhealthy" - Anne-Marie og Shania Twain                       | 9     | 9       | 9               | 9      | 10     | 46    | Andenplads  |
| 3      | Fredrik & Jenna | Freestyle | "Lose My Breath" - Destiny's Child / "Crazy In Love" - Beyoncé | 10    | 10      | 10              | 10     | 10     | 50    | Andenplads  |